# REPROFILE
『REPROFILE』（リプロフィール）とは、ニッポン放送の制作で放送されていた、ラジオのトーク番組である。
ライフスタイルウェブマガジン「≠REPROFILE」と連動した番組として放送。
番組タイトルは、媒体によって大文字表記 (REPROFILE) と小文字表記 (Reprofile) が混在しており、統一されていない。
2019年3月以前はゲストトーク形式、4月以降は劇団EXILEの冠番組として放送されており、前者を「第1期」、後者を「第2期」として記載する。

## 第1期（SHE THREE ハートフルタイム REPROFILE）
女性タレント（一部例外あり）をゲストとしてスタジオに招き、「表には見えないこだわり」「今まで誰にも言えなかった本当にたいせつなもの」をテーマにトークを行っていた。制作局のニッポン放送のみ、全身脱毛サロン「シースリー」が冠スポンサーとして一社提供しており、「SHE THREE ハートフルタイム REPROFILE（シースリー ハートフルタイム リプロフィール）」として放送されていた。一方、ナイターオフシーズンにネット受けしていた地方局はローカルセールス扱いのため、スポンサー冠が付かない「REPROFILE」のタイトルで放送された。このため、番組冒頭やCM明けに流れるジングルも、地方局向けには別に作成して裏送りしていた。またエンディングの挨拶も、地方局向けの放送では「SHE THREE ハートフルタイム」のくだりを省いたものに差し替えられていた。
2016年度ナイターオフシーズンに、日曜夜の単発枠「SPECIAL BOX」にて数回放送したのち、2017年度ナイターシーズンにナイター非開催時限定ながら日曜夜のレギュラー番組となる。2017年度ナイターオフシーズンに入ると土曜夜に放送枠を移動した上で、NRNのラインネット番組となり、一部の地方局へネットされるようになった。なお、地方ネット局は後続で放送される『春奈るな るなティックワールド』『玉城ティナとある世界』とセットで放送しており、NRN公式サイトの番組一覧や一部の局の番組表では、本番組を含めた3番組によるコンプレックス枠と扱われていた。
2018年ナイターシーズンは再びローカル放送に戻るうえ、日曜ナイター開催時限定という不定期に近い放送形態となるが、同年ナイターオフシーズンは火曜夜に移動し、再びNRNのラインネット番組となる。この形態の放送は2019年3月26日が最後となったが、該当回の放送ではその旨の告知は特に無かった。

### パーソナリティー
- 新保友映（当時：ニッポン放送アナウンサー） - 2016年12月25日 - 2017年9月18日
- 荘口彰久（フリーアナウンサー、元ニッポン放送アナウンサー） - 2017年10月7日 - 2019年3月26日

### 放送時間・放送リスト
月曜未明の特別版については、編成上の放送日（日曜深夜）ではなく、実際の日付（月曜未明）に基づいて表記している。

#### 2016年度ナイターオフシーズン
2016年12月から月1回ペースで、単発枠「SPECIAL BOX」（日曜20:00 - 21:00）にて放送（ニッポン放送ローカル）。
| 放送日         | ゲスト              | 備考 |
| -------------- | ------------------- | --- |
| 2016年12月25日 | 磯山さやか          | 前日の『ラジオ・チャリティー・ミュージックソン』に伴う特別編成のため、 30分繰り上げて19:30 - 20:30に放送 |
| 2017年01月29日 | 峯岸みなみ（AKB48） | |
| 2017年02月12日 | 紅蘭                | |
| 2017年03月19日 | 加藤ミリヤ          | |

#### 2017年度ナイターシーズン
毎週日曜 19:40 - 20:00にて放送（ニッポン放送ローカル）。ただし、『ニッポン放送ショウアップナイター』の放送予定がある週と、2ヶ月に1回のスペシャルウィークの際は休止。この関係で7月以降はレギュラー放送が殆ど行われないため、月曜未明に90分枠の特別版を放送して放送機会を補填していた。
| レギュラー放送 | レギュラー放送                        | レギュラー放送                            |
| 放送日         | ゲスト                                | 備考                                      |
| -------------- | ------------------------------------- | ----------------------------------------- |
| 2017年04月09日 | ラブリ                                |                                           |
| 2017年04月16日 | ラブリ                                |                                           |
| 2017年05月07日 | 本仮屋ユイカ                          |                                           |
| 2017年05月14日 | 本仮屋ユイカ                          |                                           |
| 2017年05月28日 | 益若つばさ                            |                                           |
| 2017年06月04日 | 益若つばさ                            |                                           |
| 2017年06月11日 | 稲村亜美                              |                                           |
| 2017年06月25日 | 稲村亜美                              |                                           |
| 2017年07月02日 | 橋本マナミ                            |                                           |
| 2017年07月16日 | 橋本マナミ                            |                                           |
| 2017年09月17日 | 若槻千夏                              |                                           |
| 特別版         |                                       |                                           |
| 放送日         | ゲスト                                | 備考                                      |
| 2017年06月12日 | ベッキー                              | 1:30 - 3:00に90分枠で放送。               |
| 2017年07月17日 | 押切もえ                              | 1:30 - 3:00に90分枠で放送。 2本立て形式。 |
| 2017年07月17日 | IMALU                                 | 1:30 - 3:00に90分枠で放送。 2本立て形式。 |
| 2017年08月21日 | 保田圭                                | 1:30 - 3:00に90分枠で放送。 2本立て形式。 |
| 2017年08月21日 | 大原櫻子                              | 1:30 - 3:00に90分枠で放送。 2本立て形式。 |
| 2017年09月18日 | 伊藤萌々香・林田真尋 （フェアリーズ） | 1:30 - 3:00に90分枠で放送。 2本立て形式。 |
| 2017年09月18日 | 土屋アンナ                            | 1:30 - 3:00に90分枠で放送。 2本立て形式。 |

#### 2017年度ナイターオフシーズン
毎週土曜 20:00 - 20:20にて放送（山形放送、茨城放送、北日本放送、和歌山放送、四国放送へネット）。ただし、2ヶ月に1回のニッポン放送スペシャルウィークの際は休止。また、プロ野球日本シリーズ中継と重なった場合は、日本シリーズを放送しないネット局でのみ放送。
このレギュラー放送の他、2018年3月26日（月曜）の 19:00 - 20:50 にも改編期の特別番組として放送され、前週まで当該時間帯に『ToshlのオールナイトニッポンPremium』をネットしていた地方局でも放送された。この回は特例で生放送で行われ、リアルタイムでリスナーからの番組の感想やゲスト（生出演のBOYS AND MENのみ対象）への質問を募り番組で紹介していた。
| レギュラー放送 | レギュラー放送                            | レギュラー放送 |
| 放送日         | ゲスト                                    | 備考 |
| -------------- | ----------------------------------------- | --- |
| 2017年10月07日 | 佐野ひなこ                                | 茨城放送は土浦全国花火競技大会中継『Saturday night IN HANABI』のため放送なし。                                                                                         |
| 2017年10月14日 | 佐野ひなこ                                | 茨城放送では事実上初回。四国放送は野球独立リーググランドチャンピオンシップ中継のため休止。                                                                             |
| 2017年10月28日 | （不明又はなし）                          | 茨城放送、山形放送、北日本放送、和歌山放送の4局でのみ放送。 ニッポン放送と四国放送ではプロ野球日本シリーズ中継 のため休止。                                            |
| 2017年11月04日 | （不明又はなし）                          | 茨城放送、山形放送、北日本放送、和歌山放送の4局でのみ放送。 ニッポン放送と四国放送ではプロ野球日本シリーズ中継 のため休止。                                            |
| 2017年11月11日 | 三戸なつめ                                | |
| 2017年11月18日 | 三戸なつめ                                | 茨城放送は自社制作特番『第13回かすみがうら祭歌謡ショー』のため休止。                                                                                                   |
| 2017年11月25日 | 観月ありさ                                | |
| 2017年12月02日 | 観月ありさ                                | |
| 2017年12月09日 | 小倉優子                                  | |
| 2017年12月23日 | 小倉優子                                  | |
| 2017年12月30日 | 鈴木あきえ                                | 山形放送はTBSラジオ制作『おっさんニュース年録2017』の時差ネット、 和歌山放送は自社制作特番『奈良大学presents CaptureRadio〜ならって、いいね！ 』のため、それぞれ休止。 |
| 2018年01月06日 | 鈴木あきえ                                | |
| 2018年01月13日 | 新内眞衣 （乃木坂46）                     | |
| 2018年01月20日 | 新内眞衣 （乃木坂46）                     | |
| 2018年01月27日 | 藤井夏恋・山口乃々華 （E-girls）          | |
| 2018年02月03日 | 藤井夏恋・山口乃々華 （E-girls）          | |
| 2018年02月10日 | 森口博子                                  | |
| 2018年02月17日 | 森口博子                                  | |
| 2018年02月24日 | 朝比奈彩                                  | |
| 2018年03月10日 | 朝比奈彩                                  | |
| 2018年03月17日 | 篠田麻里子                                | |
| 2018年03月24日 | 篠田麻里子                                | |
| 2018年03月31日 | 熊田曜子                                  | ニッポン放送以外のネット局はこの回で一旦終了。 |
| 特別版         |                                           | |
| 放送日         | ゲスト                                    | 備考 |
| 2018年03月26日 | 田中俊介・勇翔・平松賢人 （BOYS AND MEN） | 19:00 - 20:50に110分枠で生放送。フルネットの地域は2本立て形式。 ネット局はオールナイトニッポンPremiumの項を参照。                                                      |
| 2018年03月26日 | 中川翔子                                  | 19:00 - 20:50に110分枠で生放送。フルネットの地域は2本立て形式。 ネット局はオールナイトニッポンPremiumの項を参照。                                                      |

#### 2018年度ナイターシーズン
『ニッポン放送ショウアップナイター』の放送予定があり、かつそのナイター中継が21:30までに終了した日曜日の21:30 - 21:50にて放送（ニッポン放送ローカル）。このためナイター中継が少ない春季を中心に放送機会の減少が見込まれることから、前年同様の月曜未明の特別版に加え、当初よりナイターの中継予定がない日の『ショウアップナイタースペシャル』相当枠でも特別版（ニッポン放送ローカル）を一度編成している。ただし後者の場合、スポンサーセールスの都合上、『ショウアップナイタースペシャル』枠そのものには含まなかった。
夏季に入ってからもナイター延長による休止が相次ぎ、この期間のレギュラー放送は7回にとどまった。特に8月はすべての週に放送予定が組まれながらも一度も放送できなかった。
| レギュラー放送 | レギュラー放送                              | レギュラー放送 |
| 放送日         | ゲスト                                      | 備考 |
| -------------- | ------------------------------------------- | --- |
| 2018年04月22日 | 舟山久美子                                  | |
| 2018年05月13日 | 水野勝・辻本達規・本田剛文 （BOYS AND MEN） | 当初は5月6日・13日に放送予定であったが、 6日のナイター中継が延長したため1回ずつ順延。 |
| 2018年05月27日 | 水野勝・辻本達規・本田剛文 （BOYS AND MEN） | 当初は5月6日・13日に放送予定であったが、 6日のナイター中継が延長したため1回ずつ順延。 |
| 2018年07月01日 | 西山茉希                                    | 当初は7月1日・8日に放送予定で、1日分については予定通り放送されたが、 8日分については同日から8月26日まで毎週ナイター中継が延長したため2ヶ月近く順延。                                                                  |
| 2018年09月02日 | 西山茉希                                    | 当初は7月1日・8日に放送予定で、1日分については予定通り放送されたが、 8日分については同日から8月26日まで毎週ナイター中継が延長したため2ヶ月近く順延。                                                                  |
| 2018年09月09日 | 青山テルマ                                  | 西山の出演回が予定通り放送されれば8月中には放送される予定であった。 ニッポン放送公式での発表時点は9月9日・16日に放送とされ、 9日分については予定通り放送されたが、16日分についてはナイター中継が延長したため1週順延。 |
| 2018年09月23日 | 青山テルマ                                  | 西山の出演回が予定通り放送されれば8月中には放送される予定であった。 ニッポン放送公式での発表時点は9月9日・16日に放送とされ、 9日分については予定通り放送されたが、16日分についてはナイター中継が延長したため1週順延。 |
| 特別版         |                                             | |
| 放送日         | ゲスト                                      | 備考 |
| 2018年05月03日 | 菊地亜美                                    | 20:00 - 21:30に90分枠で放送（プロ野球が全試合デーゲームのため）。 2本立て形式。 |
| 2018年05月03日 | 梅田彩佳                                    | 20:00 - 21:30に90分枠で放送（プロ野球が全試合デーゲームのため）。 2本立て形式。 |
| 2018年06月25日 | 垣内彩未                                    | 2:10 - 3:40に90分枠で放送。 2本立て形式。 |
| 2018年06月25日 | ゆりやんレトリィバァ                        | 2:10 - 3:40に90分枠で放送。 2本立て形式。 |
| 2018年09月17日 | 鈴木ちなみ                                  | 1:30 - 3:00に90分枠で放送。 2本立て形式。 |
| 2018年09月17日 | 才木玲佳                                    | 1:30 - 3:00に90分枠で放送。 2本立て形式。 |

#### 2018年度ナイターオフシーズン
毎週火曜 20:30 - 20:50にて放送（山形放送、北日本放送、四国放送、長崎放送、熊本放送へネット）。ただし、2ヶ月に1回のニッポン放送スペシャルウィークの際は『中川家のオールナイトニッポンPremium』が拡大するため休止される。また、プロ野球日本シリーズ中継と重なった場合は、日本シリーズを放送しないネット局に向けて、荘口が単独で進行する番外編が配信された。
レギュラー放送以外にも、別途日曜単発枠「SPECIAL BOX」枠内等で、特別版（ニッポン放送ローカル）を概ね月1回程度放送していた。これは上半期（ナイターシーズン）においてレギュラー放送の休止が頻発したことや、スペシャルウィーク時の休止に対する、放送機会の補填を兼ねていた。
| レギュラー放送                       | レギュラー放送               | レギュラー放送 |
| 放送日                               | ゲスト                       | 備考 |
| ------------------------------------ | ---------------------------- | --- |
| 2018年10月02日                       | 横田真悠                     | 当初は9月30日・10月2日に放送予定で、30日分は旧放送枠で関東ローカルの予定であったが、 30日のナイター中継が延長したため1回ずつ順延し、ネット局でも両日放送に変更されている。 |
| 2018年10月09日                       | 横田真悠                     | 当初は9月30日・10月2日に放送予定で、30日分は旧放送枠で関東ローカルの予定であったが、 30日のナイター中継が延長したため1回ずつ順延し、ネット局でも両日放送に変更されている。 |
| 2018年10月23日                       | 平祐奈                       | |
| 2018年10月30日                       | （なし）                     | 地方ネット局5局でのみ放送。ニッポン放送ではプロ野球日本シリーズ中継のため休止。                                                                                            |
| 2018年11月06日                       | 道重さゆみ                   | |
| 2018年11月13日                       | 道重さゆみ                   | |
| 2018年11月20日                       | 祥子                         | |
| 2018年11月27日                       | 祥子                         | |
| 2018年12月04日                       | 田中道子                     | |
| 2018年12月18日                       | 田中道子                     | |
| 2018年12月25日                       | 野呂佳代                     | |
| 2019年01月01日                       | 野呂佳代                     | |
| 2019年01月08日                       | 宮脇詩音                     | |
| 2019年01月15日                       | 宮脇詩音                     | |
| 2019年01月22日                       | 池端レイナ                   | |
| 2019年01月29日                       | 池端レイナ                   | |
| 2019年02月12日                       | 荒牧陽子                     | |
| 2019年02月19日                       | 荒牧陽子                     | |
| 2019年02月26日                       | 奥山かずさ                   | |
| 2019年03月05日                       | 奥山かずさ                   | |
| 2019年03月12日                       | 鳥居みゆき                   | |
| 2019年03月19日                       | 鳥居みゆき                   | |
| 2019年03月26日                       | 笛木優子                     | 第1期としては最後の放送。 |
| 特別版（すべてニッポン放送ローカル） |                              | |
| 放送日                               | ゲスト                       | 備考 |
| 2018年10月07日                       | 平嶋夏海                     | |
| 2018年11月11日                       | 武田梨奈                     | |
| 2018年12月09日                       | 宮本茉由                     | |
| 2019年01月06日                       | 渡邉幸愛 （SUPER☆GiRLS）     | |
| 2019年02月02日                       | 村田寛奈・西脇彩華 （9nine） | 「タッキーの滝沢電波城」終了のため生じた土曜夜の特別番組枠（22:30 - 23:00）で放送。                                                                                        |
| 2019年03月21日                       | 井上苑子                     | ホリデースペシャルの一環として13:00 - 14:00に60分枠で放送。2本立て形式。 鈴木のパートは事実上、第2期のパイロット版となった。                                               |
| 2019年03月21日                       | 鈴木伸之 （劇団EXILE）       | ホリデースペシャルの一環として13:00 - 14:00に60分枠で放送。2本立て形式。 鈴木のパートは事実上、第2期のパイロット版となった。                                               |

## 第2期（SHE THREE presents 劇団EXILEのREPROFILE）
2019年4月からは、劇団EXILEの冠番組「SHE THREE presents 劇団EXILEのREPROFILE」（シースリープレゼンツ げきだんエグザイルのリプロフィール）へとリニューアルされ、放送時間も30分枠となった。引き続き「シースリー」が冠スポンサーとして一社提供していた。
劇団EXILEのメンバーが交代でメインパーソナリティーを担当し、話題のキーワードを元にトークを繰り広げる。荘口との問答形式で番組が進められるため、それまでの日替わりゲストの枠が劇団EXILEのメンバーに固定されたともいえる。実際に劇団EXILEのメンバーが不在の回は女性ゲストを招き、第1期に近い内容で制作した（この場合、タイトルも「荘口彰久のREPROFILE」に変わる）。
2020年9月14日の放送にて、10月5日放送分での終了を発表。第1期も含めて3年10か月の放送に幕を閉じた。

### パーソナリティー
- 劇団EXILE（原則2週ごとに交代で2名のメンバーが出演。各回の出演メンバーは放送リストを参照）
- 荘口彰久（第1期からの続投であるが、進行役に廻る）

### 放送時間・放送リスト

#### 2019年度ナイターシーズン
毎週月曜 20:00 - 20:30（ニッポン放送ローカル）にて放送。月曜日にナイター中継が組まれないため、2ヶ月に1回のニッポン放送スペシャルウィーク時を除いて原則毎週放送されたが、スペシャルウィークが設定されない5月・7月にも1回ずつ特別番組に伴う休止が発生している。
| 放送日         | 出演メンバー         |
| -------------- | -------------------- |
| 2019年04月01日 | 町田啓太・小野塚勇人 |
| 2019年04月08日 | 町田啓太・小野塚勇人 |
| 2019年04月22日 | 秋山真太郎・小澤雄太 |
| 2019年04月29日 | 秋山真太郎・小澤雄太 |
| 2019年05月13日 | 八木将康・SWAY       |
| 2019年05月20日 | 八木将康・SWAY       |
| 2019年05月27日 | 鈴木伸之・佐藤寛太   |
| 2019年06月03日 | 鈴木伸之・佐藤寛太   |
| 2019年06月17日 | 八木将康・SWAY       |
| 2019年06月24日 | 青柳翔・八木将康     |
| 2019年07月01日 | 青柳翔・八木将康     |
| 2019年07月08日 | 青柳翔・秋山真太郎   |
| 2019年07月22日 | 青柳翔・秋山真太郎   |
| 2019年07月29日 | 町田啓太・八木将康   |
| 2019年08月05日 | 町田啓太・八木将康   |
| 2019年08月12日 | 小野塚勇人・佐藤寛太 |
| 2019年08月19日 | 小野塚勇人・佐藤寛太 |
| 2019年09月02日 | 小澤雄太・鈴木伸之   |
| 2019年09月09日 | 小澤雄太・鈴木伸之   |
| 2019年09月16日 | 秋山真太郎・町田啓太 |
| 2019年09月23日 | 秋山真太郎・町田啓太 |

#### 2019年度ナイターオフシーズン
毎週金曜 21:00 - 21:30（ニッポン放送ローカル）にて放送。第1期で行われてきたナイターオフ期間限定の地方局ネットは行われない。このため、プロ野球のクライマックスシリーズの中継と重なった場合は全面的に休止となる。また、ナイターシーズン同様、ニッポン放送スペシャルウィークと重なった場合も休止される。
| 放送日         | 出演メンバーほか     | 備考                                      |
| -------------- | -------------------- | ----------------------------------------- |
| 2019年10月04日 | 秋山真太郎・小澤雄太 | ゲスト：田中芽衣                          |
| 2019年10月18日 | 青柳翔・八木将康     |                                           |
| 2019年10月25日 | 青柳翔・八木将康     |                                           |
| 2019年11月01日 | 町田啓太・小野塚勇人 |                                           |
| 2019年11月08日 | 町田啓太・小野塚勇人 |                                           |
| 2019年11月15日 | 小澤雄太・町田啓太   |                                           |
| 2019年11月22日 | 小澤雄太・町田啓太   |                                           |
| 2019年11月29日 | 八木将康・佐藤寛太   |                                           |
| 2019年12月06日 | 八木将康・佐藤寛太   |                                           |
| 2019年12月20日 | 鈴木伸之・SWAY       |                                           |
| 2019年12月27日 | 藤原希               | 特別編「荘口彰久のREPROFILE」として放送。 |
| 2020年01月03日 | 鈴木伸之・SWAY       |                                           |
| 2020年01月10日 | 小澤雄太・佐藤寛太   |                                           |
| 2020年01月17日 | 小澤雄太・佐藤寛太   |                                           |
| 2020年01月24日 | 八木将康・小野塚勇人 |                                           |
| 2020年01月31日 | 八木将康・小野塚勇人 |                                           |
| 2020年02月07日 | 青柳翔・佐藤寛太     |                                           |
| 2020年02月14日 | 青柳翔・佐藤寛太     |                                           |
| 2020年02月28日 | 秋山真太郎・八木将康 |                                           |
| 2020年03月06日 | 秋山真太郎・八木将康 |                                           |
| 2020年03月13日 | 町田啓太・小野塚勇人 |                                           |

#### 2020年度ナイターシーズン
毎週月曜 20:00 - 20:30（ニッポン放送ローカル）にて放送。前年のナイターシーズンと同じ時間帯で放送。この期間もニッポン放送スペシャルウィークと重なった場合は休止であるが、スペシャルウィーク以外でも8月と9月に1回ずつ特別番組に伴う休止が発生している。
| 放送日         | 出演メンバー         | 備考 |
| -------------- | -------------------- | --- |
| 2020年03月23日 | 町田啓太・小野塚勇人 | |
| 2020年03月31日 | 小澤雄太・鈴木伸之   | 19:30 - 20:00に放送。当初は3月30日放送予定であったが、報道特別番組のため放送日時変更                                                                                                   |
| 2020年04月06日 | 小澤雄太・鈴木伸之   | |
| 2020年04月13日 | 小野塚勇人・SWAY     | |
| 2020年04月27日 | 小野塚勇人・SWAY     | |
| 2020年05月04日 | 青柳翔・佐藤寛太     | 左記メンバーは自宅等からのリモート出演。 （改正・新型インフルエンザ等対策特別措置法に基づく新型コロナウイルス緊急事態宣言に伴う措置） ニッポン放送のスタジオからは、荘口が単独で進行。 |
| 2020年05月11日 | 青柳翔・佐藤寛太     | 左記メンバーは自宅等からのリモート出演。 （改正・新型インフルエンザ等対策特別措置法に基づく新型コロナウイルス緊急事態宣言に伴う措置） ニッポン放送のスタジオからは、荘口が単独で進行。 |
| 2020年05月18日 | 秋山真太郎・八木将康 | 左記メンバーは自宅等からのリモート出演。 （改正・新型インフルエンザ等対策特別措置法に基づく新型コロナウイルス緊急事態宣言に伴う措置） ニッポン放送のスタジオからは、荘口が単独で進行。 |
| 2020年05月25日 | 秋山真太郎・八木将康 | 左記メンバーは自宅等からのリモート出演。 （改正・新型インフルエンザ等対策特別措置法に基づく新型コロナウイルス緊急事態宣言に伴う措置） ニッポン放送のスタジオからは、荘口が単独で進行。 |
| 2020年06月01日 | 町田啓太・SWAY       | 左記メンバーは自宅等からのリモート出演。 （改正・新型インフルエンザ等対策特別措置法に基づく新型コロナウイルス緊急事態宣言に伴う措置） ニッポン放送のスタジオからは、荘口が単独で進行。 |
| 2020年06月15日 | 町田啓太・SWAY       | 左記メンバーは自宅等からのリモート出演。 （改正・新型インフルエンザ等対策特別措置法に基づく新型コロナウイルス緊急事態宣言に伴う措置） ニッポン放送のスタジオからは、荘口が単独で進行。 |
| 2020年06月22日 | 八木将康・小野塚勇人 | 左記メンバーは自宅等からのリモート出演。 （改正・新型インフルエンザ等対策特別措置法に基づく新型コロナウイルス緊急事態宣言に伴う措置） ニッポン放送のスタジオからは、荘口が単独で進行。 |
| 2020年06月29日 | 八木将康・小野塚勇人 | 左記メンバーは自宅等からのリモート出演。 （改正・新型インフルエンザ等対策特別措置法に基づく新型コロナウイルス緊急事態宣言に伴う措置） ニッポン放送のスタジオからは、荘口が単独で進行。 |
| 2020年07月06日 | 秋山真太郎・佐藤寛太 | この回から通常のスタジオ収録を再開。 |
| 2020年07月13日 | 秋山真太郎・佐藤寛太 | |
| 2020年07月20日 | 小野塚勇人・SWAY     | |
| 2020年07月27日 | 小野塚勇人・SWAY     | |
| 2020年08月10日 | 町田啓太・青柳翔     | |
| 2020年08月17日 | 町田啓太・青柳翔     | |
| 2020年08月24日 | 小澤雄太・小野塚勇人 | |
| 2020年08月31日 | 小澤雄太・小野塚勇人 | |
| 2020年09月14日 | 秋山真太郎・SWAY     | SWAYのみ自宅からのリモート出演。 （2020年8月にSWAY本人が新型コロナウィルスに感染したことに考慮した措置）                                                                               |
| 2020年09月28日 | 秋山真太郎・SWAY     | SWAYのみ自宅からのリモート出演。 （2020年8月にSWAY本人が新型コロナウィルスに感染したことに考慮した措置）                                                                               |
| 2020年10月05日 | 小澤雄太・小野塚勇人 | 最終回 |